# Madina Mannopova
Madina Mannopova (13 de abril de 2001) es una deportista uzbeka que compite en taekwondo.
Participó en dos Juegos Asiáticos, obteniendo dos medallas, plata en 2018 y bronce en 2022, en la categoría de –49 kg. Ganó dos medallas en el Campeonato Asiático de Taekwondo, plata en 2021 y bronce en 2018.

## Palmarés internacional
| Juegos Asiáticos    | Juegos Asiáticos             | Juegos Asiáticos  | Juegos Asiáticos |
| Año                 | Lugar                        | Medalla           | Categoría        |
| ------------------- | ---------------------------- | ----------------- | ---------------- |
| 2018                | Yakarta (Indonesia)          | Medalla de plata  | –49 kg           |
| 2022                | Hangzhou (China)             | Medalla de bronce | –49 kg           |
| Campeonato Asiático |                              |                   |                  |
| Año                 | Lugar                        | Medalla           | Categoría        |
| 2018                | Ciudad Ho Chi Minh (Vietnam) | Medalla de bronce | –46 kg           |
| 2021                | Beirut (Líbano)              | Medalla de plata  | –49 kg           |